# Esporte Clube Guarany Alagoano
Esporte Clube Guarany Alagoano é um clube de futebol brasileiro, sediado na cidade de Maceió, capital do estado de Alagoas. Fundado em 29 de julho de 2021, o clube é uma das equipes mais jovens do futebol alagoano e vem se destacando por sua rápida ascensão nas divisões estaduais.

## História
O Guarany foi fundado em 2021 no bairro do Pinheiro, na capital alagoana, e rapidamente iniciou seus projetos de base e inclusão social com apoio do Instituto Idesne. Em 2023, fez sua estreia na Segunda Divisão do Campeonato Alagoano, terminando em 8º lugar.
Em 2024, o clube alcançou destaque ao chegar às semifinais da competição, com campanha sólida de 6 vitórias, 2 empates e apenas 1 derrota. Com isso, conquistou a vaga para a Copa Alagoas de 2025, competição que pode garantir uma vaga na Série D do Campeonato Brasileiro.
Dentre os nomes contratados para a disputa da Copa Alagoas, destacam-se os veteranos Walter e Elton Arábia, ambos com passagens por clubes da elite nacional.

## Estatísticas
| Competição | Competição   | Temporadas | Melhor campanha      | Estreia | Última | P | R |
| Alagoas    | Série B      | 3          | Semifinal (2024)     | 2023    | 2025   | – | – |
| Alagoas    | Copa Alagoas | 1          | Primeira Fase (2025) | 2025    | 2025   | – | – |